# レキュトス

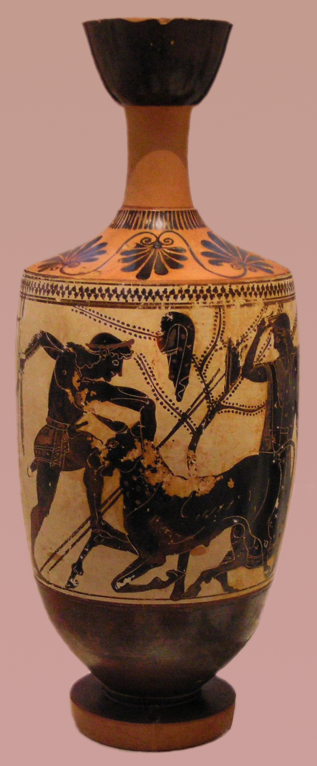
テーセウスとマラトンの雄牛。白地技法のレキュトス。紀元前500年ごろ。アテネ国立考古学博物館

レキュトス（古代ギリシア語: λήκυθος、lekythos）は、油の貯蔵に使われた古代ギリシアの陶器の一種で、特にオリーブ油を貯蔵した。ほっそりした形状で、首の部分に取っ手が1つ付いている。レキュトスは主に亡くなった未婚男性の遺体に油を塗布するのに使われ、墓から出土するものが多い。レキュトスには日常生活や儀式を描いたものが多い。葬式で使われることが多いため、葬式の情景や死去の情景を描いたものもよく見られる。概略的な絵が一般的で、全く無表情で陰鬱な印象を与える。最盛期は紀元前5世紀ごろだが、紀元前700年ごろのものも多数出土している。
レキュトスは次の5種類に分類される。
- 標準型のレキュトス - 高さは30cmから50cmが一般的だが、葬式の石碑の代わりに使われた1メートルほどの大きなレキュトスもある。
- デイアネイラ型レキュトス - コリントス発祥で、卵形の丸い肩になっており、20cmほどの小さいものが多い。紀元前6世紀末の黒絵式陶器の初期から生産されていた。
- 二次型レキュトス - 紀元前5世紀中ごろ標準型から派生した型式。肩の部分の直径が最も大きいのが特徴である。白地技法で絵付けされているものが多く、20cm程度の大きさである。
- スクワット型レキュトス - 高さは20cm未満のものが多く、丸く下の方がふくらんでいる。
- エイコーン型レキュトス - 比較的珍しい形状で、横から見ると卵形である。下のほうに網状の凹凸が刻まれている。